# Vuvej
Vuvej (egyszerűsített kínai írással: 武威, pinjin: Wǔwēi) prefektúra szintű város Kínában, Kanszu tartományban. Lakosainak száma 1 464 955 fő (2020).

## Népesség
| 2010 | 1 815 059 |
| 2020 | 1 464 955 |

## Testvérvárosok
- Laredo